# Calyptranthes pileata
Calyptranthes pileata är en myrtenväxtart som beskrevs av Carlos Maria Diego Enrique Legrand. Calyptranthes pileata ingår i släktet Calyptranthes och familjen myrtenväxter.

## Underarter
Arten delas in i följande underarter:
- C. p. pileata
- C. p. riograndensis